# Saison 2004-2005 du Dijon FCO
Maillots
Chronologie
Saison précédente Saison suivante
La saison 2004-2005 du DFCO est la première saison de ce club en Ligue 2, après avoir terminé 3e de National la saison précédente. Comme l'année précédente, c'est Rudi Garcia qui entraîne l'équipe, secondé par Frédéric Bompard, l'entraîneur-adjoint, et Vincent Buatois, le préparateur physique. Bernard Gnecchi est toujours président. Cette année encore, le maillot domicile est de couleur bleue, le maillot extérieur étant blanc.

## Statistiques

### Collectives
| Compétition       | Matches joués | Matchs gagnés | Matchs nuls | Matchs perdus | Buts marqués | Buts encaissés | Différence de buts |
| ----------------- | ------------- | ------------- | ----------- | ------------- | ------------ | -------------- | ------------------ |
| Ligue 2           | 38            | 14            | 15          | 9             | 44           | 34             | +10                |
| Coupe de France   | 1             | 0             | 0           | 1             | 0            | 0              | 0                  |
| Coupe de la Ligue | 3             | 2             | 0           | 1             | 3            | 5              | -2                 |
| Total             | 42            | 16            | 16          | 10            | 47           | 39             | +8                 |

### Internationales
| Joueurs     | Éliminatoires Coupe d'Afrique des Nations | Éliminatoires Coupe d'Afrique des Nations | Éliminatoires Coupe d'Afrique des Nations | Éliminatoires Coupe d'Afrique des Nations | Matchs amicaux | Matchs amicaux | Matchs amicaux | Matchs amicaux | Total | Total       | Total  | Total        |
| Joueurs     | MJ                                        | But inscrit                               | Averti                                    | Carton rouge                              | MJ             | But inscrit    | Averti         | Carton rouge   | MJ    | But inscrit | Averti | Carton rouge |
| ----------- | ----------------------------------------- | ----------------------------------------- | ----------------------------------------- | ----------------------------------------- | -------------- | -------------- | -------------- | -------------- | ----- | ----------- | ------ | ------------ |
| Barel Mouko | 0                                         | 0                                         | 0                                         | 0                                         | 0              | 0              | 0              | 0              | 0     | 0           | 0      | 0            |

## Affluence
Affluence du Dijon FCO à domicile

## Statistiques diverses

### Buts
- Premier but de la saison : Charles Diers, 1e journée contre Laval, 78e minute
- Premier penalty  : Helder Esteves, 4e journée contre Lorient, 16e minute
- Premier doublé : Ludovic Asuar, 29e journée contre Reims, 32e et 54e minute
- But le plus rapide d'une rencontre : Sébastien Heitzmann, 33e journée contre Grenoble, 2e minute
- But le plus tardif d'une rencontre : Guillaume Benon, 10e journée contre Créteil, 89e minute
François Masson, 24e journée contre Guingamp, 89e minute
Raphaël Livramento, 29e journée à Reims, 89e minute
Sébastien Heitzmann, 36e journée contre Châteauroux, 89e minute
- Plus grande marge : 5, 29e journée contre Reims
- Plus grand nombre de buts marqués : 5, 29e journée contre Reims
- Plus grand nombre de buts marqués en une mi-temps :3, 2e mi-temps de la 29e journée contre Reims

### Discipline
- Premier carton jaune : Sébastien Heitzmann, 1e journée contre Laval, 67e minute
- Premier carton rouge : Frédéric Laurent, 10e journée contre Créteil, 58e minute
- Carton jaune le plus rapide : Frédéric Laurent, 14e journée contre Le Havre, 2e minute
- Carton jaune le plus tardif : Sébastien Heitzmann, 3e journée contre Angers, 89e minute
Stéphane Mangione, 19e journée contre Montpellier, 89e minute
Abasse Ba, 31e journée contre Gueugnon, 89e minute
- Carton rouge le plus rapide : Stéphane Mangione, 14e journée contre Le Havre, 24e minute
- Carton rouge le plus tardif : Abasse Ba, 11e journée contre Reims, 75e minute